# Крокидолит

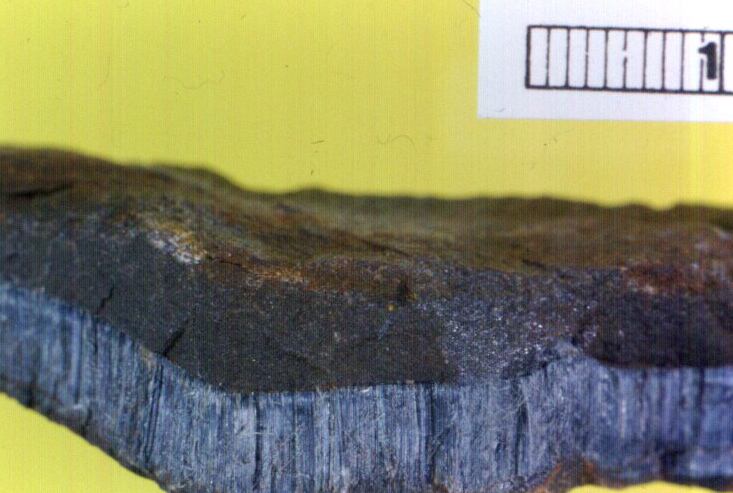
Прослойка (жила) голубого асбеста в минерале.

Крокидоли́т (от др.-греч. κροκίς — клочок шерсти, ворс и λίθος — камень) — асбестовая разновидность минерала рибекита (группа амфиболов).
На начало XX столетия указано что Крокидолит или тигровый глаз (глаз тигровый) — название волокнистого минерала, представляющего собой разновидность роговой обманки (рибекита). Крокидолит бурого цвета, пронизанный кварцем, называется тигровым глазом, синего цвета — соколиным глазом.

## Описание
Цвет варьируется от голубовато-синего до бирюзовато-зелёного. Хорошо расщепляется на тонкие и гибкие прочные волокна. Твёрдость по шкале Мооса 4. Встречается в метаморфических сланцах в виде прожилков и гнёзд.

## Месторождения
Крокидолит распространён (встречается в виде толстых пластин в глинистом сланце) в окрестностях (близ) города Грикватаун (Griquatown) и в северо-восточном Трансваале (Южная Африка) — крупнейшее на сегодняшний день месторождение. Встречается в Австралии. В России были сделаны отдельные находки на Урале (река Мойва, Чердынского района) и в других местах. На Украине в Кривом Роге (Кривбасс).
В 1930-е годы промышленные месторождения крокидолита и амозита встречаются лишь в южной Африке.

## Безопасность
Амозит (коричневый асбест) и крокидолит являются наиболее опасными из асбестовых минералов из-за их долгого нахождения в легких вдохнувших их людей.
Рабочий городок Виттенум в Западной Австралии был заброшен вследствие загрязнения его территории пылью голубого асбеста (крокидолита) добываемого и перерабатываемого в его окрестностях.

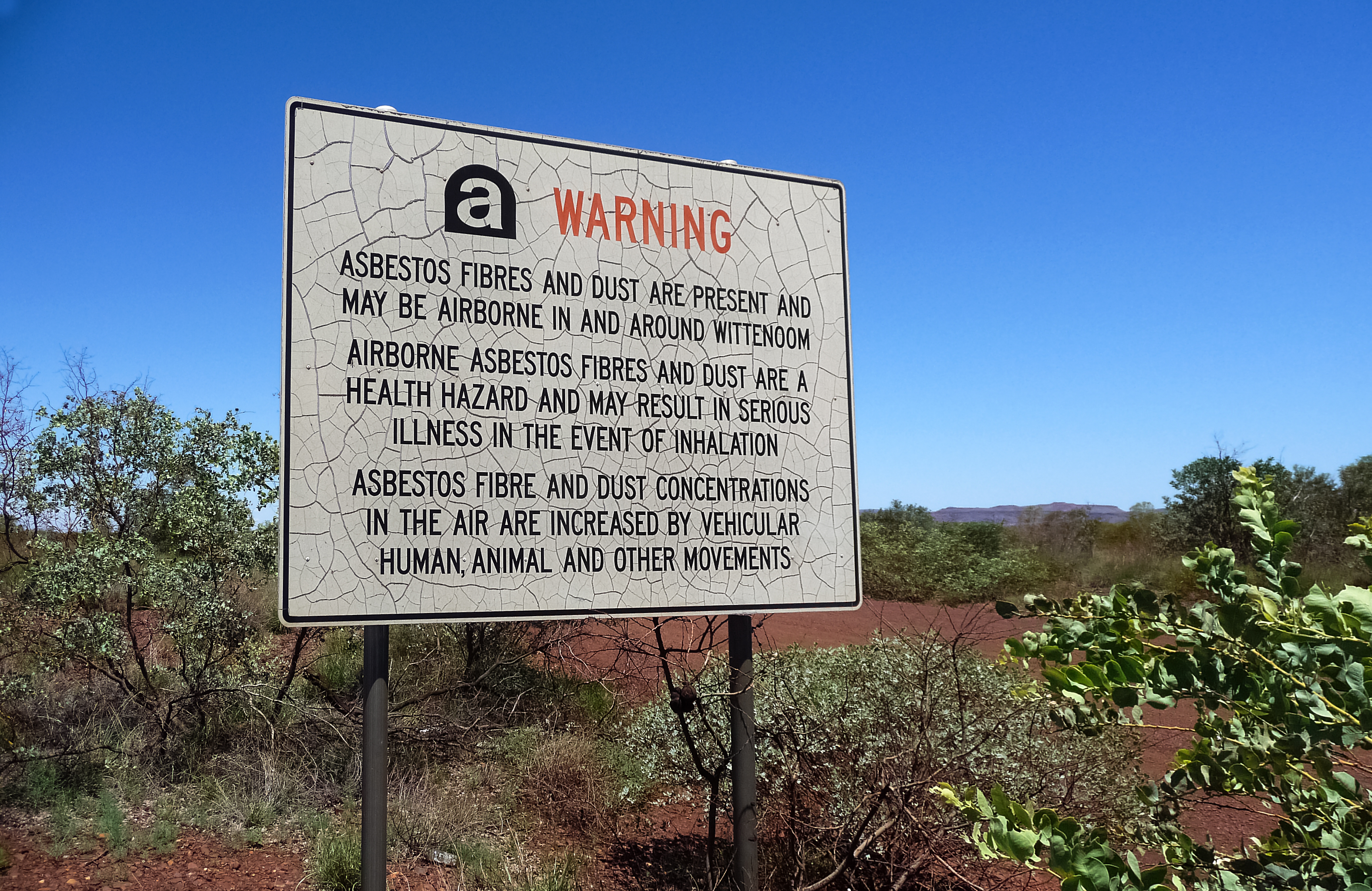
Плакат с предупреждающей надписью об опасности в городе Виттенум.

## Применение
Псевдоморфозы кварца по крокидолиту (окварцевание минерала) используются в ювелирном деле, используя огранку кабошоном: тигровый глаз и соколиный глаз.